# 진해중앙고등학교
진해중앙고등학교(鎭海中央高等學校)는 대한민국 경상남도 창원시 진해구 경화동에 있는 사립 고등학교이다.

## 학교 연혁
- 1974년 12월 27일 : 진해상업고등학교 설립인가(15학급)
- 1975년 3월 7일 : 개교 및 입학식, 초대 전차영 교장 취임
- 1978년 1월 10일 : 제1회 졸업식
- 1989년 3월 1일 : 진해중앙종합고등학교로 교명 변경인가(상업과 3학급, 정보처리과 1학급, 보통과 3학급)
- 2000년 3월 1일 : 진해중앙고등학교로 교명 변경
- 2001년 8월 20일 : 학칙변경(정보처리과 2학급, 보통과 5학급)
- 2012년 7월 25일 : 2012년 체제개편 일반계 고등학교로 전환(보통과 7)
- 2013년 3월 1일 : 학칙변경(보통과 7학급)
- 2020년 1월 9일 : 학교법인 성주학원 제3대 이삼섭 이사장 취임
- 2021년 3월 29일 : 경남 지능형 과학실 모델학교 선정 (2021-2023)
- 2021년 12월 13일 : 경남 고교학점제 선도학교 지정
- 2022년 9월 1일 : 제12대 최재열 교장 취임
- 2023년 2월 7일 : 제46회 졸업식(졸업생 인원 215명) 졸업생 총 인원 12,225명

## 참고 자료
- 진해중앙고등학교 - 한국교육학술정보원 학교알리미